# Sky City 1000
Sky City 1000 – futurystyczny projekt urbanistyczny mający pomóc rozwiązać problem przeludnienia i braku przestrzeni zielonych w Tokio.

## Projekt
Plan zakłada budowę wysokiej na 1000 metrów wieży o szerokości podstawy 400 m i powierzchni użytkowej 8 milionów m2. Według przedstawionego w 1989 przez Takenaka Corporation projektu, obiekt mógłby pomieścić 35 tys. stałych mieszkańców oraz 100 tys. pracowników mających znaleźć się wewnątrz instytucji, takich jak biura, centra rozrywki, szkoły, teatry. Konstrukcja składałaby się z 14 wklęsłych "kosmicznych równi", kształtem przypominających anteny, ułożonych jedna na drugiej.

## Zainteresowanie
Od ogłoszenia projekt przyciągnął sporą uwagę światowych środowisk architektonicznych. Wielu ma nadzieję na jego realizację w ciągu najbliższej dekady, przy udziale władz miejskich Tokio i największych japońskich korporacji.

## Realizacja
Przeprowadzono testy symulacyjne przy użyciu helikoptera gaśniczego, by zbadać niebezpieczeństwa związane z pożarem w jednym z budynków. Trójpokładowe windy ekspresowe mogące zabierać do 70 pasażerów znajdują się obecnie w fazie projektów.

## Komunikacja wewnątrz budynku
Po Sky City można by podróżować na 3 sposoby. Po pierwsze windami, które poruszałyby się w płaszczyznach pionowej i poziomej. Po drugie specjalne pociągi kursowałyby w górę i w dół. Wreszcie po trzecie, dostępne byłyby "powietrzne wagony". Oprócz tego na dachu miałby również znaleźć się specjalny pociąg krążący po jego obwodzie.

## W mediach
Mimo że projekt ten wzbudził większe zainteresowanie, niż inne podobne wizje, można uznać go za podobny do takich koncepcji, jak X-Seed 4000 czy The Illinois. W telewizji pojawił się między innymi na kanale Discovery w programie "Inżynieria ekstremalna" obok takich projektów, jak Tunel Transatlantycki (2002) oraz w BBC (This Week in Japan, 1989).